# Regius Professor of Ageing (Newcastle)
Der Regius Professor of Ageing ist eine 2016 durch Elisabeth II. anlässlich ihres 90. Geburtstages zur Regius Professur ernannte, aber schon zuvor bestehende Professur für Gerontologie (Altersforschung) an der Newcastle University. Es handelt sich um die einzige Regius Professur für dieses Forschungsgebiet.

## Geschichte der Professur
Das Newcastle University Institute for Ageing (NUIA) ist ein 1994 gegründetes, weltweit anerkanntes Forschungsinstitut für Gerontologie. Das Ziel war es, Wissenschaftler aus den Sozialwissenschaften, den Grundlagenwissenschaften und Experten des National Health Service zusammenzubringen und gemeinsam forschen zu lassen. Es handelt sich um die größte Forschungseinrichtung dieser Art in Europa. Im Institut wird das Altern in verschiedenen wissenschaftlichen Disziplinen erforscht und untersucht. In der UK Research Assessment Exercise 2001 erreichte das Institut die höchste Bewertung (5*).
Als die Queen anlässlich ihres 90. Geburtstags weitere zwölf Regius Professuren stiften wollte, wurde ein Expertenpanel zusammengestellt, das die Auswahl aus den Bewerbungen verschiedener Universitäten traf. Unter den ausgewählten Lehrstühlen war auch eine Professur für das NUIA unter der Leitung von Louise Robinson. Robinson wurde auch die erste Professorin.

## Inhaber
| Name            | Namenszusatz | von  | bis | Anmerkung |
| --------------- | ------------ | ---- | --- | --- |
| Louise Robinson |              | 2017 |     | Die auf die Behandlung von Demenzpatienten spezialisierte Robinson leitete seit 2014 das NUIA. Als die Professur 2016 vergeben wurde, teilte die University of Newcastle noch mit, mit der Besetzung unentschieden zu sein. 2017 wurde dann Robinson als Regius-Professor benannt. |